# Bocana marginata
Bocana marginata là một loài bướm đêm trong họ Noctuidae.